# Olga Poltoranina
Olga Mikhaïlovna Poltoranina (en kazakh : Ольга Михайловна Полторанина) est une biathlète kazakhe, née Dudchenko le 27 février 1987 à Leninogorsk (Ridder).

## Biographie
Entrainée par son père Mikhail, elle fait ses débuts internationaux dès 2000. Elle gagne une médaille aux Championnats du monde jeunesse en 2002 (bronze sur le sprint). 
Après une sélection aux Championnats du monde 2003, elle fait ses débuts en Coupe du monde lors de la saison 2003-2004 à Kontiolahti. 
En fin d'année 2010, elle marque ses premiers points en Coupe du monde. 23e est son meilleur résultat individuel par la suite.
Aux Jeux olympiques d'hiver de 2018, elle est 63e du sprint, 46e de l'individuel et 14e du relais.
Elle est la femme d'Aleksey Poltaranin, champion de ski de fond.

## Palmarès

### Jeux olympiques d'hiver
| Épreuve / Édition                | Individuel | Sprint | Poursuite | Mass start | Relais | Relais mixte |
| Jeux olympiques 2018 Pyeongchang | 46e        | 63e    | —         | —          | 14e    | —            |

Légende :
- — : Non disputée par Poltoranina

### Championnats du monde
| Épreuve / Édition             | Individuel | Sprint | Poursuite | Mass start | Relais | Relais mixte                     |
| Mondiaux 2003 Khanty-Mansiïsk | -          | 74e    | -         | -          | -      | Épreuve inexistante à cette date |
| Mondiaux 2004 Oberhof         | -          | 84e    | -         | -          | 17e    | Épreuve inexistante à cette date |
| Mondiaux 2007 Antholz         | 69e        | -      | -         | -          | -      | -                                |
| Mondiaux 2008 Östersund       | -          | -      | -         | -          | -      | 17e                              |
| Mondiaux 2011 Khanty-Mansiïsk | 60e        | 57e    | LAP       | -          | 14e    | -                                |
| Mondiaux 2012 Ruhpolding      | 64e        | 63e    | -         | -          | 19e    | -                                |
| Mondiaux 2015 Kontiolahti     | 50e        | 75e    | -         | -          | 13e    | -                                |
| Mondiaux 2017 Hochfilzen      | 74e        | 37e    | 37e       | -          | 12e    | 11e                              |

### Coupe du monde
- Meilleur classement général : 65e en 2012.
- Meilleur résultat individuel : 23e.

#### Différents classements en Coupe du monde
| Année     | Classement général final | Sprint | Poursuite | Individuel | Mass start |
| 2010-2011 | 70e                      | 79e    | 56e       | 64e        | -          |
| 2011-2012 | 65e                      | 68e    | 61e       | 56e        | -          |
| 2016-2017 | 80e                      | 83e    | 79e       | 50e        | -          |
| 2017-2018 | 76e                      | -      | 79e       | 37e        | -          |

### Championnats du monde jeunesse
- Médaille de bronze au sprint en 2002.

### Championnats d'Europe junior
- Médaille de bronze à l'individuel en 2005.